# 广东弹涂鱼
广东弹涂鱼（学名：Periophthalmus modestus）为背眼虾虎鱼科弹涂鱼属的鱼类。

## 分布
本魚分布於西北太平洋區，包括日本、韓國、越南、中国大陆和台灣岛北部、澎湖等海域。该物种的模式产地在广州。

## 特征
弹涂魚身体延长，稍侧扁，长约10厘米，淡褐色，体侧散布深色的小斑；眼上位，能突出；腹鳍愈合成一吸盘，胸鳍基部具有肌肉柄。

## 生態
本魚栖息于海水或河口附近，常跳跃出水面，退潮时常匍匐或跳动于海滨泥滩上觅食，挖洞穴居，不好游動，隨著鹽度變化而有明顯的遷移特性。屬肉食性，以浮游動物及小型底棲無脊椎動物為食。

## 扩展阅读
維基物種上的相關：广东弹涂鱼